# Craspedosoma trilobum
Craspedosoma trilobum är en mångfotingart som beskrevs av Filippo Silvestri 1903. Craspedosoma trilobum ingår i släktet Craspedosoma och familjen knöldubbelfotingar. Inga underarter finns listade i Catalogue of Life.